# Winwebsec
Winwebsec est une catégorie de logiciels malveillants s'exécutant sur des plateformes Windows et produisant des pop-ups, en prétendant être de vrais logiciels antivirus. Leurs pop-ups proposent à l'utilisateur un scan de son système à la recherche de logiciels malveillants, puis affiche de faux résultats tels que « 32 Virus and Trojans Detected on your computer. Click on Fix Now button to clean these threats » ("32 virus et chevaux de Troie ont été détectés sur votre ordinateur. Cliquez sur "Corriger maintenant" pour éliminer ces menaces"). Ensuite, un message est affiché pour demander à l'utilisateur de payer pour activer le logiciel, afin d'éliminer les hypothétiques menaces.
Ces logiciels malveillants peuvent afficher une pop-up ressemblant au Windows Security Center, et pouvant avoir des noms similaires comme Live Security Platinum ou Security Shield (Bouclier de sécurité). L'interface graphique peut varier en fonction des versions,.

## Winwebsec
Une grande quantité de logiciels malveillants génèrent de fausses alertes de détection de menaces pour convaincre l'utilisateur d'acheter un logiciel antivirus factice. Plus particulièrement, certains d'entre eux, comme Win32/Winwebsec peuvent aussi ajouter des noms ou logos d'entreprises connues comme Microsoft pour authentifier illicitement de faux produits,,.

## Variantes
D'autres noms peuvent-être trouvés parmi les logiciels malveillants connus, comme :
- Smart Protection 2012
- Security Sphere 2012
- Security Shield
- Win 8 Security System
- System Progressive Protection
- Live Security Platinum
- Personal Shield Pro
- Smart Fortress 2012

## Élimination du virus
Quelques variantes de Winwebsec peuvent-être éliminées avec des antivirus comme McAfee Stinger ou l'outil de suppression de logiciel malveillant Microsoft Windows. La plupart des versions cependant interdit l'accès à l'utilisateur à des navigateurs web, et des programmes comme chrome.exe, firefox.exe, iexplore.exe, opera.exe et safari.exe. Les machines infectées par le virus doivent donc être redémarrées en mode sans échec pour pouvoir détecter et éliminer ces versions. La nature extrêmement changeante de la charge utile de ces virus les rend particulièrement difficiles à détecter systématiquement et à éliminer par des antivirus traditionnels.